# ケンイチ
『ケンイチ』は、BS日テレで2013年1月12日から2015年9月まで毎週土曜日0:00 - 0:30（JST、以下略。毎週金曜日深夜）に放送されていたバラエティー番組。

## 概要
2011年5月から全国47都道府県に居住して活動を続けるよしもと芸人「住みます芸人」が毎回2組ずつ登場し、地元を代表して対決する。「食材」「人物」「スポット」などの身近なテーマに沿って、県の一番こと「ケンイチ」を発掘するため、地元でロケを展開する。スタジオゲストは2組のロケ映像を山里亮太とともに鑑賞しながら、どちらがすぐにでも行きたい県かを決める。

## 放送時間
- 2013年1月12日 - 3月30日…土曜0:00 - 1:00（金曜深夜）
- 2013年4月6日 - 9月28日…土曜0:30 - 1:00（帯番組としての『BS吉テレ』レーベルつきで放送、金曜深夜）
- 2013年10月5日 - …土曜0:00 - 0:30（同上、金曜深夜）

## 出演者
- MC：山里亮太（南海キャンディーズ）
- よしもと芸人「住みます芸人」2組（週替わり）